# Bagnistość
Bagnistość – stopień zabagnienia danego obszaru, określa stosunek powierzchni zajętej przez bagna {\displaystyle (A_{b})} do powierzchni pola odniesienia {\displaystyle (A),} obliczany według wzoru:
{\displaystyle k_{b}={\frac {\sum A_{b}}{A}}} (%)
W Polsce bagnistość wynosi 8,3%.